# تارا پرکتر
تارا پرکتر (انگلیسی: Tara Proctor؛ زادهٔ ۳۱ ژانویهٔ ۱۹۷۱) یک بازیکن فوتبال است.
وی سابقه بازی در تیم ملی بانوان انگلیس را دارد.